# Nyamirembe
Nyamirembe è una circoscrizione rurale (rural ward) della Tanzania situata nel distretto di Chato, regione di Geita. Conta una popolazione di 15 643 abitanti (censimento 2012).